# Archihyoscyamus leptocalyx
Archihyoscyamus leptocalyx är en potatisväxtart som först beskrevs av Otto Stapf, och fick sitt nu gällande namn av An Min g Lu. Archihyoscyamus leptocalyx ingår i släktet Archihyoscyamus och familjen potatisväxter. Inga underarter finns listade i Catalogue of Life.